# Элиава, Лиана Тарасовна
Лиа́на Тара́совна Элиа́ва (груз. ლიანა ელიავა; 31 августа, 1939, Хоби — 9 октября, 2023, Хельсинки) — советская и грузинская сценарист и кинорежиссёр.

## Биография
Лиана Элиава родилась 31 августа 1939 года в городе Хоби. Ее отец Тарас Элиава был режиссером, который играл в любительском театральном кружке, а мать работала учительницей. В детском возрасте переехала с семьей в Сухуми, а затем в Тбилиси, где училась в школе № 29. Увлекалась написанием стихов и ходила в творческий кружок Дворца пионеров. В 1962 году окончила филологический факультет Тбилисского государственного университета. Через три года она уехала учиться в Москву, где в 1970 году окончила ВГИК (мастерская Михаила Ромма). В том же году Лиана Элиава начинает работать режиссером-постановщиком на киностудии «Грузия-фильм». Во время работы на киностудии она сняла такие фильмы, как «Мужской хор», «Епископ на охоте», «Чудесный костюм» и другие. Также Элиава является автором книг «Частые сны» (Тбилиси, 2004 год), «Кино без экрана» (Тбилиси, 2011 год) и «Моя Скандинавия».
С первой половины 1980-х годов Элиава оставила карьеру кинорежиссера. В 1970-х года вышла замуж за поэта Роберта Винонена, с 1999 года жила с мужем в Хельсинки, где читала лекции в университете. Была членом киноакадемии Грузии. Лиана Элиава умерла после тяжелой продолжительной болезни 9 октября 2023 года в Хельсинки.

## Фильмография

### Режиссёр
- 1969 — Мужской хор
- 1971 — Епископ на охоте (новелла в киноальманахе «Давным-давно»)
- 1973 — Чудесный костюм
- 1975 — Ферма в горах (новелла в киноальманахе «В тени родных деревьев»)
- 1977 — Синема
- 1982 — Начало пути

### Сценарист
- 1969 — Мужской хор
- 1971 — Епископ на охоте (новелла в киноальманахе «Давным-давно»)
- 1973 — Чудесный костюм
- 1982 — Начало пути